# Maria da Penha
Maria da Penha Maia Fernandes (Fortaleza, 1948) és una biofarmacèutica brasilera víctima de violència masclista que lluita perquè els agressors siguin visibilitzats i condemnats. És mare de tres filles, i lidera el moviment brasiler dels drets de les dones. Ella va donar nom a la llei núm. 11.340/2006 contra la violència masclista.
El 7 d'agost de 2006, el president del Brasil Lula da Silva sancionà la Lei Maria da Penha, que augmenta el càstig per a les agressions masclistes quan ocorren en l'àmbit domèstic o familiar.
El 1983, el seu exmarit, l'economista i professor universitari colombià Marco Antonio Heredia Viveros, intentà matar-la en dues ocasions. La primera vegada li disparà amb una arma de foc mentre ella dormia i simulant un assalt, i li causà paraplegia irreversible; i en la segona va intentar electrocutar-la. Nou anys després, el seu agressor fou condemnat a vuit anys de presó, i n'eixí el 2002 mitjançant recursos jurídics, al cap de només dos anys de privació de llibertat.
El cas arribà a la Comissió Interamericana de Drets Humans de l'Organització d'Estats Americans i fou considerat, per primera volta en la història, un crim de violència sexista. Ara Penha és coordinadora d'estudis de l'Associació d'Estudis, Recerques i Publicacions, de l'Associació de Pares i Amics de Víctimes de Violència de Ceará. I va assistir a la cerimònia de la sanció de la llei brasilera que duu el seu nom, al costat d'altres representants del moviment feminista.
La nova llei reconeix expressament la gravetat dels casos de violència sexista i elimina els tribunals penals especials (per delictes de menor potencial ofensiu) amb competència per a jutjar-los. En un article publicat el 2003, l'advocada Carmen Campos assenyalava els dèficits d'aquestes pràctiques jurídiques que solien generar un arxiu massiu de causes, insatisfacció en les víctimes i trivialització del delicte de violència sexista.

## Publicacions
- 2008. Sobrevivi - Posso contar. Editor Armazem Da Cultura. 203 pàg. ISBN 8563171038.